# Сэнтфильд
Сэнтфильд[уточнить] (англ. Saintfield, ирл. Seirbhís Póilíneachta Tamhnach Naomh) — деревня, расположена в графстве Даун в Северной Ирландии. Находится между Белфастом и Даунпатриком на шоссе А-7 роуд (англ. A-7 road). Население по переписи 2001 года составляет 2 959 человек.

## Галерея
- Церкви
- Первая пресвитерианская церковь (1777)
- Вторая пресвитерианская церковь
- Баптистская церковь
- Церковь Ирландии
- Католическая церковь